# Convento das Trinas do Mocambo

O edifício do extinto Convento das Trinas do Mocambo é um antigo convento localizado na freguesia da Estrela, em Lisboa.
Está classificado como Imóvel de Interesse Público, desde 1943.
Neste local, no ano de 1657, foi fundada uma capela dedicada a Nossa Senhora da Soledade. O convento começo a ser construído algum tempo depois, estando ainda por concluir por altura do terramoto de 1755. O seu nome deriva do facto de ter sido erigido para a Ordem Hospitalar da Santíssima Trindade do Resgate dos Cativos, congregação criada em 1198 por São João da Mata e São Félix de Valois com vista a recolher dinheiro para o resgate dos cristãos que tinham entrado no sistema de tráfico de escravos árabes.
Em 1910 começou a ser usado como asilo, tendo sido encerrado o convento. Nos anos 1940 sofreu um restauro. Actualmente é a sede do Instituto Hidrográfico.